# Leitoscoloplos
Leitoscoloplos is een geslacht van borstelwormen uit de familie van de Orbiniidae.

## Soorten
- Leitoscoloplos abranchiatus (Hartman, 1967)
- Leitoscoloplos acutus (Verrill, 1873)
- Leitoscoloplos bajacaliforniensis Léon-González & Rodríguez, 1996
- Leitoscoloplos bifurcatus (Hartman, 1957)
- Leitoscoloplos bilobatus Mackie, 1987
- Leitoscoloplos chilensis (Hartmann-Schröder, 1965)
- Leitoscoloplos cliffordi Blake, 2020
- Leitoscoloplos drakei (Hartman, 1967)
- Leitoscoloplos eltaninae Blake, 2017
- Leitoscoloplos foliosus (Hartman, 1951)
- Leitoscoloplos fragilis (Verrill, 1873)
- Leitoscoloplos geminus Mackie, 1987
- Leitoscoloplos gordaensis Blake, 2020
- Leitoscoloplos kerguelensis (McIntosh, 1885)
- Leitoscoloplos latibranchus Day, 1977
- Leitoscoloplos lunulus Blake, 2020
- Leitoscoloplos mackiei Eibye-Jacobsen, 2002
- Leitoscoloplos mammosus Mackie, 1987
- Leitoscoloplos mawsoni (Benham, 1921)
- Leitoscoloplos mexicanus (Fauchald, 1972)
- Leitoscoloplos multipapillatus Hernández-Alcántara & Solís-Weiss, 2014
- Leitoscoloplos nasus Blake, 2017
- Leitoscoloplos obovatus Mackie, 1987
- Leitoscoloplos olei Neal & Paterson in Neal et al., 2020
- Leitoscoloplos pachybranchiatus Blake & Hilbig, 1990
- Leitoscoloplos panamensis (Monro, 1933)
- Leitoscoloplos papillatus Eibye-Jacobsen, 2002
- Leitoscoloplos phyllobranchus Blake, 2017
- Leitoscoloplos plataensis Blake, 2017
- Leitoscoloplos pugettensis (Pettibone, 1957)
- Leitoscoloplos rankini Blake, 2017
- Leitoscoloplos robustus (Verrill, 1873)
- Leitoscoloplos sahlingi Blake, 2020
- Leitoscoloplos simplex Blake, 2017
- Leitoscoloplos williamsae Blake, 2020

### Synoniemen
- Leitoscoloplos banzareae Mackie, 1987 => Leitoscoloplos kerguelensis (McIntosh, 1885)
- Leitoscoloplos normalis Day, 1977 => Scoloplos normalis (Day, 1977)